# Анно, Хидэаки
Хидэаки Анно (яп. 庵野秀明 Анно Хидэаки, род. 22 мая 1960 года) — японский режиссёр аниме и кинофильмов. Один из основателей студии Gainax. Президент Studio Khara и председатель Anime Tokusatsu Archive Centre. Женат на мангаке Моёко Анно (яп. モヨコ) с 2002 года. Агностик и вегетарианец. Произведения, режиссируемые Анно, отличаются жизненностью и реалистичностью передачи эмоций. Одной из самых известных его работ является сериал «Евангелион». В 2022 году был награждён Медалью с пурпурной лентой за достижения в искусстве и культуре.

## Биография

### Детство
Семья жила в Убе, промышленном городе, где заводы производили химикаты, сталь и бетон, и остро стояла проблема загрязнения воздуха. Отец был инвалидом: в 16 лет он получил серьёзную травму левой ноги во время работы с электрической пилой на лесопилке, после чего носил протез ниже бедра, и из-за проблем с ходьбой, долгое время сидел дома, потом стал портным в ателье, и мог работать, сидя на стуле и с педалями швейной машины. Перенёс операцию в местной больнице, но хирург допустил небрежность. Юный Хидэаки часто видел край кости, торчащий из плоти и вызывавший боль, потому что искусственная нога не подходила. Отец был меланхоличным, часто жаловался жене: «Я бы никому не проиграл, будь у меня обе ноги здоровые». Если сын делал что-то не так, он избивал его. Иногда мать приходила на помощь и уводила из-под удара. Отец также сказал ему то, что говорят нежеланному ребёнку: «Лучше бы тебя не было».
Когда Хидэаки учился в старших классах, на рынке появились недорогие готовые костюмы, и отец уже не мог зарабатывать на жизнь в ателье. Поэтому он устроился разносчиком газет и ездил по городу на велосипеде, показывая, что способен работать как все, перестав жаловаться. Дальше получил водительские права, об увлечении сына анимацией ничего не говорил. От семьи Анно-младший отдалился. Для него роботы без руки или ноги выглядели лучше. Их он рисовал ещё в начальной школе. «Что-то сломанное или несовершенное приходит ко мне более естественно». Так формировался образ Синдзи.

### Ранние работы
С ранних лет Хидэаки Анно увлекался рисованием, токусацу (например, франшизой Ultraman), военной техникой. Любил изображать здания, опоры ЛЭП, шоссе, железные дороги, поезда (дизельные KiHa 40). Читал мангу Го Нагая (Devilman, Mazinger Z, Violence Jack). Большое впечатление на него произвёл сериал Space Battleship Yamato, после просмотра которого он стал поклонником японской анимации. Будучи школьником, купил себе 8-мм кинокамеру и начал делать любительские видео. Интересовался астрономией, играл в маджонг. Учёба мало что значила в те годы. Тогда для него было гораздо интереснее снимать кино, чем встречаться с девушками. Анно признался, что в те годы обожал актрису Ёко Асагами и был готов смотреть любое произведение с её участием. Особенно ему нравилась Юки Мори, которую озвучивала Асагами: «Она была моей первой любовью». В будущих работах он использовал стиль Кихати Окамото («Битва за Окинаву», «Самый длинный день Японии»). В 1978 году поступил в Осакский институт искусств на режиссёрский факультет. Постигая мастерство, Хидэаки продолжал заниматься созданием пародийных фильмов. С удовольствием смотрел Mobile Suit Gundam и Densetsu Kyojin Ideon. В 1981 году он вместе с однокурсниками основал любительскую студию «Daicon Film». Но эта работа отнимала оставшееся свободное время, и Анно исключили из института за неуспеваемость.
Свою карьеру аниматора начал с работы над аниме-сериалом «Гиперпространственная крепость Макросс» (1982—1983), но его талант оставался незамеченным до его участия в 1984-м году в создании фильма Хаяо Миядзаки «Навсикая из долины ветров». Из-за нехватки художников-аниматоров, студия была вынуждена поместить объявление о вакансиях в известном японском журнале Animage. Анно в возрасте двадцати с небольшим лет решил участвовать в конкурсе на место художника, встретился с Миядзаки и продемонстрировал ему свои рисунки. Миядзаки был удивлён качеством прорисовки и подрядил Анно заниматься сложными сценами из второй половины фильма.
В декабре 1984 года в манге Comic Box Jr. были опубликованы его рисунки, рассказывавшие о трудностях жизни аниматора по месяцам. Средняя зарплата в Японии в середине 1980-х годов составляла около 317 тысяч иен. Иногда Хидэаки мог рассчитывать на 150 тысяч, в худшем варианте — сидеть без денег: «Январь. Из-за NXXXXcaä сплю в студии с тараканами. В любом случае домой пойти некуда».
Миядзаки и его компания остались весьма довольны работой Анно, но тот вскоре после завершения «Навсикаи» организовал небольшую анимационную студию «Gainax» и работал в качестве одного из режиссёров-постановщиков их первого полнометражного фильма, «Королевский десант». Долгое время он оставался ведущим аниме-режиссёром «Gainax», отвечая за такие произведения, как Gunbuster (1988) и Nadia: The Secret of Blue Water (1990—1991). Однако в процессе работы над «Надей» Анно впал в продолжительную депрессию и находился на грани самоубийства — немало этому способствовало и то, что сериал был заказан японской телерадиовещательной компанией NHK как частичный ремейк фильма Миядзаки «Небесный замок Лапута», что ограничило свободу творчества. Наступило «Потерянное десятилетие».
После этого в «Gainax» началась разработка космической оперы Olympia, к 1993 году была придумана концепция, готова часть раскадровок, а дизайнер Ёсиюки Садамото представил концепт-арты. Но Анно, Таками Акаи, Ясухиро Такэда и Хироюки Ямага постоянно откладывали реализацию и спорили насчёт сюжета. Это разозлило продюсера Тосио Окаду, и проект свернули. Такая же судьба постигла Uru in Blue, планируемый с 1992 года сиквел «Королевского десанта». Взято в кредит около 8 млн иен, но ничего не вышло: денег не хватало, Анно потерял мотивацию, показать было нечего. В числе ключевых тем фильма — «не убегать». Распространён миф, что сюжет «Евангелиона» пришёл к режиссёру в виде озарения во время лечения в психиатрической больнице, после попытки самоубийства. В действительности он регулярно обращался к психологу во время периодических приступов депрессии, один из самых тяжёлых случился в 1993 году и связан с провалом разработки Uru in Blue, что было вызвано отказом финансирования инвесторами.
В июле 1994 года Хидэаки Анно и Ёсиюки Томино дали интервью для журнала Animage, где обсудили трансляцию Mobile Suit Victory Gundam для детей, которые отказывались смотреть сериал из-за смерти многих персонажей. Режиссёры пришли к выводу, что сериалу не хватило внимания, создатели не получали много писем, оценки зрителей оставались низкими. Анно также возложил надежды на Mobile Fighter G Gundam, хотя его рейтинги на телевидении тоже были не очень высокими. Решение проблемы они видели в том, чтобы провести диверсификацию аниме и создавать программы вечернего показа, после 5 часов, а Sunrise следует поменять свои временные приоритеты. Анно сказал, что «мы должны положить немного яда в наши работы, особенно для детей». Такое мнение сыграло важную роль в будущем.

### Neon Genesis Evangelion
Следующим проектом был «Евангелион» (1995—1996), впоследствии ставший одним из самых известных сериалов в истории аниме. В процессе его создания Анно пытался оставить замкнутый стиль жизни отаку, считая его некой формой аутизма. По этой и другим причинам сюжет «Евангелиона» с течением времени становился всё более мрачным и кровавым несмотря на то, что сериал делался в расчёте на детский таймслот. Анно считал, что незачем ограничивать подростков красивыми и опрятными сказками, скрывая от них реалии жизни. Если сначала в Gainax обходились собственными силами, то после 6 эпизода финансовую поддержку оказала Kadokawa Shoten, затем подключились Bandai и Sega. Ближе к концу сериала упор был сделан на психологизм, и последние две серии происходили внутри сознания главного персонажа. Поначалу зрительский интерес оказался не слишком высоким, однако после переноса показа во взрослый таймслот «Евангелион» был принят куда лучше и вскоре стал одним из самых рейтинговых сериалов в Японии.
В июне 1996 года на Anime Expo в Анахайме Анно ответил американскому фанату, который потратил свои деньги на аниме вместо учебников, знаменитой фразой:
| Ты дурак. Учись серьёзнее. Если бы я мог вернуться в прошлое и что-то сказать самому себе студенческого возраста, я бы тоже сказал ему учиться серьёзнее. — Хидэаки Анно |

По поводу успеха своего произведения он сказал: «Странно, что «Евангелион» стал таким хитом — все персонажи настолько больны!». Эти комментарии оказались популярными среди поклонников как «Евангелиона» в частности, так и японской анимации в целом. Тогда режиссёр испытывал стресс, попав под шквал критики относительно завершения сериала. В TV Tokyo были крайне недовольны многочисленными жалобами на жестокие сцены. Ключевой спонсор — компания Sega — сначала урезала бюджет, а потом отменила все контракты, оставив создателей без денег. И последняя вещь, которую Хидэаки хотел бы обсуждать, — конец «Евы». По этой причине его коллеги совсем не были удивлены такой реакцией на мероприятиях. Ему поступило большое количество писем от возмущённых зрителей, не стеснявшихся в выражениях: «извращенец», «подожгу студию», «сдохни», «я убью тебя!». Анно опять впал в затяжную депрессию, думая о суициде, и в трудное время ему позвонил Миядзаки, посоветовавший отдохнуть перед тем, как он сделает что-то новое. Некоторое время Анно жил в здании Gainax в Мусасино, став «Куртом Кобейном от аниме». В программе Professional: The Way of Work, вышедшей на канале NHK 22 марта 2021 года, режиссёр подтвердил, что читал те письма с угрозами, его перестало волновать всё, поэтому захотелось прыгнуть под машину или с крыши компании. От самоубийства остановило только нежелание испытать боль перед смертью. Но из интервью для Blu-ray Shiki-Jitsu cледует, что в фильме «Конец Евангелиона» были показаны письма, написанные сотрудниками студии, поскольку демонстрация реальных посланий фанатов по японским законам могла привести к юридическим проблемам.
По сообщению «Майнити симбун», сериал стал популярен среди широкой возрастной группы, хотя последние два эпизода, демонстрирующие внутренний мир Синдзи, вызвали как положительные, так и отрицательные отзывы фанатов. Видя успех, студия анонсировала в 1996 году выход ещё одного финала — «Компиляции» (яп. 総集編) — и «Ещё одной заключительной серии» (яп. もうひとつの完結編). Весной и летом 1997 года были показаны Death and Rebirth и The End of Evangelion.
Поклонниками аниме режиссёр в итоге был разочарован, сказав, что не понимает, почему люди массово уходят от реальности в мечты — в Японии, достаточно процветающей стране, — как Аум Синрикё, которые боролись, не зная, что́ на самом деле их враг. По этой причине он заявил, что сыт по горло «Евангелионом» и терпеть не может тех, кто убегает от неприятностей. Это породило другую известную фразу «Анно ненавидит». Спустя десятилетия он не отказался от своих слов, но признал, что, несмотря на его усилия, люди не изменились, «и, может быть, я был отвратительной няней».

### Кино, «Евангелион по-новому» и другие работы
После завершения «Евангелиона» были планы снять аниме в стиле Star Trek, но в TV Tokyo и King Records не согласились, не желая новых проблем и намереваясь продвигать начинающих поп-исполнителей. Поэтому Хидэаки режиссировал большую часть сериала «Он и она и их обстоятельства» — первой работы Gainax, являющейся прямой экранизацией, но когда начались разногласия с мангакой Масами Цудой, он оставил производство Хироки Сато. После этого Анно опять занялся работой на Studio Ghibli, сняв несколько коротких анимационных фильмов, демонстрируемых в музее компании. Хироюки Ямага сказал, что он на самом деле не хотел заниматься аниме после «Евангелиона», поэтому его подопечный Кадзуя Цурумаки должен был сделать сериал FLCL.
В сентябре 1999 года он принял участие в программе NHK «Добро пожаловать на внеклассное занятие, сэмпай!», где встретился со школьниками в родном городе Убэ и рассказал им о себе, своих родителях, а также показал, как создавать аниме, и ответил на вопросы, в том числе о «Евангелионе».
Анно также занимался режиссированием игровых полнометражных кинофильмов, сняв в 1998 «Любовь и попса», экранизацию романа Рю Мураками «Топаз 2» об эндзё-косай — «оплачиваемых свиданиях» — популярном среди японской молодёжи виде проституции. Вторым игровым фильмом Хидэаки стал Shiki-Jitsu («Ритуал», 2000), история аниме-режиссёра, влюбившегося в девушку, страдающую потерей связи с реальностью. Фильм был создан на Studio Kajino (дочерняя компания Studio Ghibli) по мотивам романа «Сон девушки, бегущей от реальности» (Touhimu). В главных ролях снялись известный японский режиссёр Иваи Сюндзи и автор произведения — Аяко Фудзитани, дочь американского актёра Стивена Сигала. В исходном романе главный герой не был режиссёром, его профессию поменял Анно, и сложившийся в результате образ героя позволяет некоторым критикам считать его отражением самого Хидэаки.
Третьим игровым фильмом Анно стала выпущенная весной 2004 года экранизация манги Cutie Honey. Этот фильм, представляя собой несерьёзную картину о фантастической супергероине, сильно контрастирует с его предыдущими, более реалистичными работами в игровом кино. Позже, в 2004 году, Анно руководил (не в качестве режиссёра) выпуском трёхсерийного OVA-аниме Re: Cutie Honey. Режиссёрами трёх серий являются Хироюки Имаиси (первая серия), Такамити Ито (вторая) и Масаюки (третья).
Хидэаки Анно выступил в качестве актёра в фильмах Кацухито Исии Cha no aji («Вкус чая», 2004) и Naisu no mori: The First Contact («Испуганный лес: Первый контакт», 2006). Во «Вкусе чая» он сыграл Касугабэ — режиссёра аниме, в «Первом контакте» он выступил уже в роли самого себя.
Основными причинами его ухода из Gainax в 2006 году стали отказ руководства повысить зарплату сотрудников и желание самостоятельно контролировать выпуск продукции. Мнение Анно не было учтено на внутреннем собрании, и он решил заморозить проект, над которым трудился, а в качестве следующей работы снова сделать «Евангелион», за создание которого отвечала основанная им компания Color Co., Ltd., позже известная как Studio Khara.
В 2012 году вышел короткометражный фильм Giant God Warrior Appears in Tokyo, и продюсер Тосио Судзуки, знакомый Анно с 1984 года, сказал, что «происхождение Евы — это Ультрамен и Божественный воин».
В 2013 году он озвучил главного героя в полнометражном аниме «Ветер крепчает», за что был удостоен Tokyo Anime Award как лучший сэйю года. Хаяо Миядзаки предложил, чтобы Анно сделал сиквел «Навсикаи», но дальше разговоров дело не пошло.
В 2014 году запустил проект Japan Animator Expo. В 2017 году выступил продюсером ONA The Dragon Dentist.

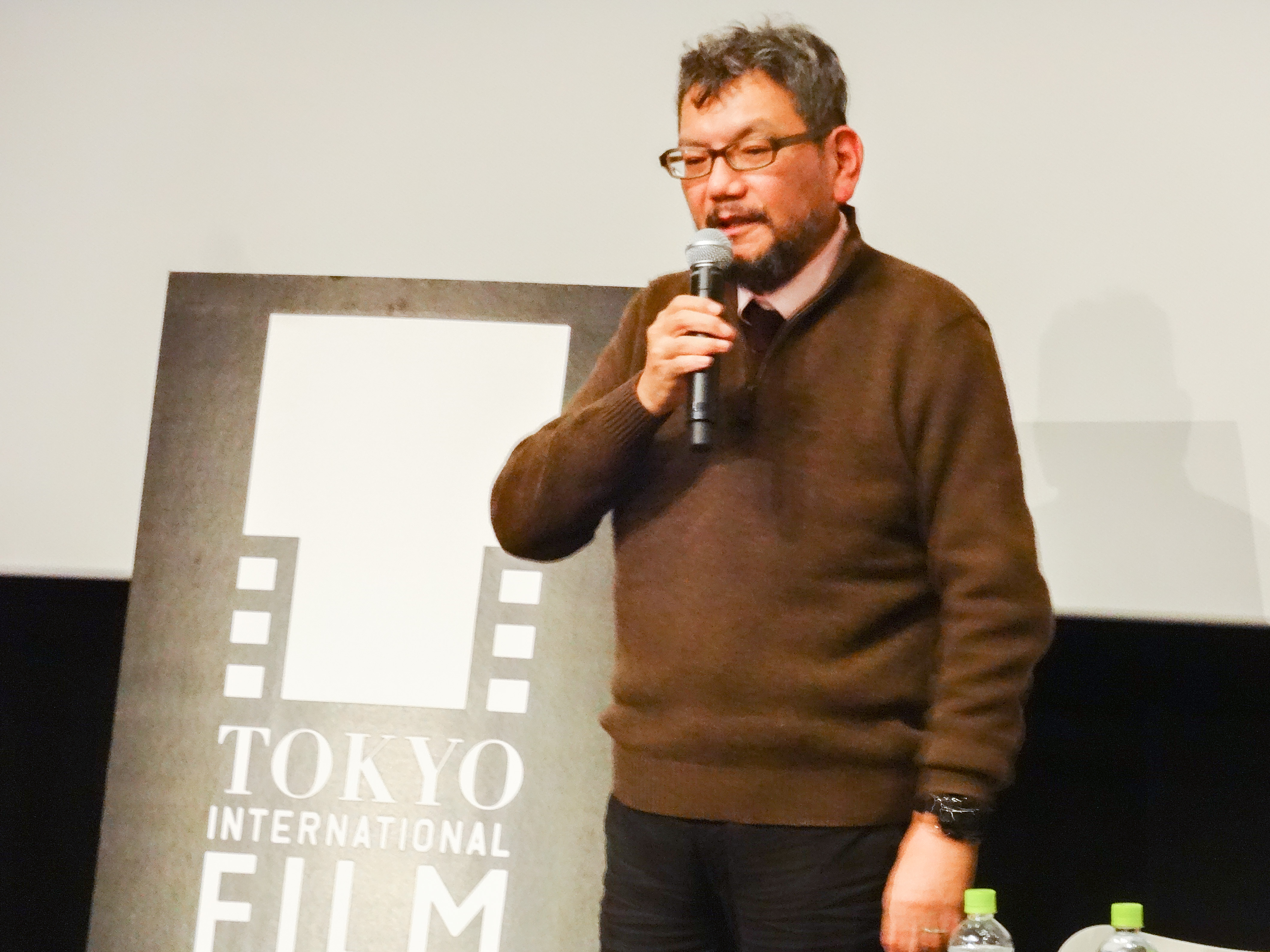
«Мир Хидэаки Анно» на международном кинофестивале в Токио 30 октября 2014 года

На 27-м международном кинофестивале в Токио была представлена специальная программа «Мир Хидэаки Анно», включавшая около 50 его работ, от сериалов и полнометражной анимации, до короткометражных фильмов и рекламных видео.
В комедии Insufficient Direction («Недостаточная режиссура»), вышедшей по манге Моёко Анно, с юмором показан её брак с Хидэаки, представленным асоциальным, витающим в облаках, абсолютно инфантильным человеком. Также в аниме Shirobako («Белая коробка», по названию материалов готовых к показу аниме) присутствует выдающийся аниматор Мицуаки Канно, явная пародия. Короткометражка The Big Turnip, посвящённая 10-летию Studio Khara, рассказывает о том, что дедушка Анно посадил репку, которая выросла большая-пребольшая, все её дружно тянут, и в конце получаются Rebuild of Evangelion и Годзилла.
В интервью «РИА Новости» от 2015 года он заявил, что через 20 лет «ситуация в Японии не позволит беззаботно заниматься созданием аниме, ни о чём не думая. Для создания аниме человек должен быть спокоен и уверен в экономическом смысле. Когда человек думает о том, как ему раздобыть себе что-нибудь на ужин, ему не до рисования и это рисование не приносит радости. Важнее становится кусок хлеба, который ты съешь сегодня вечером». По его мнению, центром производства станут Тайвань и другие страны Азии.
Один электропоезд серии 500 сети Синкансэн был оформлен в стиле «Евангелиона», в честь двадцатилетия сериала. JR West организовала выпуск рекламной продукции и сувениров, руководил этим проектом Анно. Последний рейс состоялся 13 мая 2018 года со станции в Осаке.
За задержку Evangelion: 3.0+1.0 он официально извинился перед фанатами. В 2016 году вышел режиссируемый Хидэаки «Годзилла: Возрождение». Там он являлся наёмным сотрудником, а получив зарплату, сразу покинул проект, однако хотел больше контролировать производство — всё решала Toho. В данном случае режиссёр и менеджер — одно и то же, поэтому ему пришлось читать экономические журналы вроде Diamond Weekly, Weekly Toyo Keizai и подключаться к бизнесу: «Если бы вы были только в мире аниме, то никогда бы не сделали „Годзиллу: Возрождение“». В начале 2019 года был выпущен сериал Virtual-san wa Miteiru, в котором создателями были использованы различные креативные ходы, придуманные Анно.
После выхода последней части «Евангелиона по-новому» он в качестве продюсера и сценариста занимался токусацу-фильмом «Новый Ультрамен», режиссёром которого выступил Синдзи Хигути, а премьера состоялась в 2022 году. 3 апреля 2021 года стало известно, что Анно будет режиссёром и сценаристом фильма Shin Kamen Rider производства компании Toei, выпуск намечен на 2023 год. 11 апреля 2021 года на сценическом приветствии Анно назвал «Евангелион» нишевым аниме про роботов. По его словам, Gundam более известный, но не достигший 10 млрд иен. 25 апреля 2021 года Тосио Судзуки заявил, что Хидэаки хочет сделать игровое кино «Навсикая из Долины ветров». Однако это не значит, что съёмка Shin Nausicaä уже решённое дело, поскольку ничего не происходит без одобрения Хаяо Миядзаки, который неоднократно отказывался от голливудского ремейка, и его согласия очень трудно добиться. Studio Khara опровергла какие-либо планы по новому аниме. На свой день рождения 22 мая Анно ещё раз подчеркнул, что закончил с «Евой» и будет стараться изо всех сил над новым фильмом. 23 июля 2021 года в разделе Amazon на фестивале Comic-Con режиссёр сказал, что поскольку ему исполнился 61 год, он планирует снять несколько новых игровых фильмов вместо «Евы». Это предоставляет другие возможности. Что касается анимации, то не исключено потом вернуться к ней. Хотя ещё ничего не решено. «Я не чувствую необходимости видеть Синдзи и других персонажей в ближайшее время», — добавил Хидэаки.
С 1 октября по 19 декабря 2021 года прошла персональная выставка в Национальном центре искусств Токио, где демонстрировались более 1500 экспонатов, от Daicon III до Shin Kamen Rider. Мероприятие продолжилось в 2022—2024 годах в других художественных музеях и галереях Японии. В 2022 году Toho, Tsuburaya Productions, Toei и Studio Khara анонсировали проект Shin Japan Heroes Universe на основе фильмов Анно: «Годзилла: Возрождение», тетралогия «Евангелиона», «Новый Ультрамен» и Shin Kamen Rider. Любимый Евангелион — 01, персонажи: Мисато, Аска, Рицуко и Фуюцуки. На очередной вопрос о завершении был дан ответ: «Я уже закончил его три раза, так что, думаю, хватит». Узнав о награждении Медалью Почёта, Анно прокомментировал: «Я безнадёжный отаку», так как в первую очередь подумал о песнях из сериала Robotan. С выходом Shin Kamen Rider Хидэаки сказал, что хочет сделать перерыв: «Впервые за более чем 30 лет моё будущее — чистый лист», хотя есть идеи для сиквела. В 2024 году Studio Khara сообщила, что Анно возглавит проект, посвящённый 50-летию Space Battleship Yamato. В интервью «Асахи симбун» режиссёр заявил, что «могут быть планы» на продолжение франшизы «Евангелион», но с «кем-то другим, кроме него самого», во главе, этот человек получит большую свободу. В конце июля 2024 года Анно был госпитализирован из-за сложного перелома левой ноги и вынужден отменить все запланированные выступления. Производство фильма Space Battleship Yamato, который «пойдёт по другому пути», нежели серия ремейков, начиная с 2199, запланировано на 2025 год. С 21 августа 2025 года Хидэаки Анно войдёт в совет директоров Production I.G.

## Отзывы
По мнению критиков и зрителей, Анно работал над многими проектами в течение десятилетий, но широко известен всё равно как создатель популярной франшизы «Евангелион», несмотря на частые попытки автора откреститься от «работы всей жизни». Такое в японской культуре можно сравнить со «Звёздными войнами» на Западе. Хаяо Миядзаки признал его своим учеником, который способен развивать индустрию аниме. В конечном итоге, Gainax стала уважаемой студией с сотнями тысяч поклонников по всему миру. Спустя несколько лет после выхода «Евангелиона» наблюдалось увеличение психологических драм, нацеленных на более зрелую аудиторию, таких как Perfect Blue, «Эксперименты Лэйн», Boogiepop Phantom и Texhnolyze. Многие признаются, что испытывают влияние Анно, в частности, Макото Синкай.
В августе 1998 года к нему подошла ученица, полная восхищения, чтобы сказать, что она любит «Евангелион», верит в осуществление своих мечтаний и намерена вырасти и однажды сделать аниме самостоятельно. Анно предупредил её: «Ты всё неправильно поняла. Это единственное, что я могу сделать… Мне удалось зайти так далеко, потому что я бросил всё остальное». Карл Хорн в книге «Japan Edge: The Insider’s Guide to Japanese Pop Subculture» определил такое как личный апокалипсис, подобный словам из песни «Heresy» группы Nine Inch Nails: «Бог мёртв, и всем наплевать. Если ад существует, увидимся там».
В книге «Beautiful Fighting Girl» Сайто Тамаки заметил, что поколение, травмированное аниме, создаёт свои собственные работы, которые расширяют рану. Это принимается и повторяется следующим поколением. Анно и его современники, несомненно, находились под воздействием насилия в масс-медиа в отличие от предшественников, выросших на Astro Boy и Tetsujin 28-go. «Открыть рану» означает снова лезть в кабину робота, убивающего человека, и смириться с мыслью, что, когда люди стремятся убежать от травмы в обществе киборгов, насилие неизбежно.
В 2008 году Slant Magazine написал, что Анно превосходит Миядзаки по крайней мере в одном отношении: как и Дэвид Линч, он обладает навыками кадрирования и цветовой гаммы, которые выделяются не только в контексте сюжета, но и как отдельные изображения, мгновенно получая интеллектуальный и эмоциональный отклик. Ёсикадзу Ясухико считает, что Анно снимал очень интересные и радикальные фильмы. Он и его коллеги создавали свои работы не с расчётом, чтобы не было проблем, хватило денег, и компания не обанкротилась, поэтому они способны выпускать невероятные вещи. «Я понял, что у меня нет такого таланта и страсти», — признался Ясухико.
Мамору Осии в интервью 2021 года назвал Хидэаки Анно «больше продюсером, чем режиссёром», поскольку он заинтересован в бизнес-составляющей аниме. Это было очевидно в ходе разговора, который состоялся во время работы над фильмом The Sky Crawlers. У него есть визуальный аспект, но нет основной мысли: «Авангардная презентация или рождение нового стиля — не то же самое, что и тема». Аналогичный подход без фундаментальной мотивации используют Мамору Хосода и Макото Синкай. Хаяо Миядзаки принадлежит к старшему поколению и всегда думает о том, что́ хочет выразить, и даже если утверждает, что создаёт анимацию для детей, всё равно бросает вызов обществу. «Я думаю, что Анно стремится наверх», — сказал Осии. В интервью 2024 года Хидэаки сказал, что читает книги по экономике, управлению бизнесом и архитектуре. Тосио Судзуки заявил, что подобно Вуди Аллену (всё уже снято, нового не будет, единственный вариант — переделать старое), Анно создавал очередной фильм, но это была копия. Режиссёр также признался, что является ребёнком той эпохи. В 2014 году Анно произнёс, что по сравнению с его предыдущими работами «ничего не изменилось: меха, взрывы, девушки».
Несмотря на обвинения в оскорблениях и агрессии, при производстве фильма «Евангелион: 3.0+1.01» Анно не вносил неразумных изменений, «не переворачивал столы». По словам сотрудников, он сочетал в себе высокие стандарты и неспособность принимать быстрые решения. Работники, включая Кадзую Цурумаки, согласны с тем, что если Анно недоволен, то часто переделывает самостоятельно. Творчество — результат, который будет лучше, когда можно исправить. Зрители документального фильма NHK интерпретировали это как контролирующее поведение и эгоизм. Тем не менее Анно и Цурумаки были постоянно доступны для персонала, что странно для японцев старшего возраста. Нерешительность режиссёра часто раздражала многих, кто с ним работал. Но благодаря этому в последнем фильме Rebuild of Evangelion было создано более 100 тысяч фрагментов компьютерной графики и игровых видеороликов, а также раскадровки с использованием виртуальных камер и моделей. Вечно нерешительный Анно хотел того, что превзошло бы даже его воображение.

## Список произведений

### Основные работы
- Gunbuster (1988)
- Nadia: The Secret of Blue Water (1990—1991)
- «Евангелион» (1995—1996)
- Neon Genesis Evangelion: Death & Rebirth (1997)
- «Конец Евангелиона» (1997)
- «Он и она и их обстоятельства» (1998)
- «Любовь и попса» (1998)
- Shiki-Jitsu (2000)
- Cutie Honey (2004)
- Re: Cutie Honey (2004)
- Rebuild of Evangelion (2007, 2009, 2012, 2021)
- «Годзилла: Возрождение» (2016)
- Shin Kamen Rider (2023)

### Прочее
- Daicon (1981, 1983) — аниматор[106], дизайнер
- «Гиперпространственная крепость Макросс» (1982—1983) — аниматор
- Birth (1984) — аниматор
- «Навсикая из Долины ветров» (1984) — аниматор
- Urusei Yatsura (1984) — аниматор 133 серии
- Cream Lemon (1985) — аниматор 4 серии
- Crystal Triangle (1987) — аниматор
- Dangaioh (1987) — аниматор
- Metalskin Panic Madox-01 (1987) — аниматор
- «Королевский десант» (1987) — аниматор
- Mobile Suit Gundam: Char’s Counterattack (1988) — механический дизайн
- «Могила светлячков» (1988) — аниматор
- Doomed Megalopolis (1991—1992) — контролёр анимации
- Crimson Wolf (1993) — аниматор
- Spirit of Wonder Miss China Strikes Back, аудиодрама (1993) — режиссёр, сценарист[107]
- «Макросс Плюс» (OVA, 1994) — аниматор
- «Макросс Плюс» (фильм, 1995) — аниматор
- Welcome Back for an Extracurricular Lesson, Senpai! (1999)
- «Махороматик: Автоматическая девушка» (2001) — раскадровка
- «Абэнобаси: волшебный торговый квартал» (2002) — раскадровка
- Submarine 707R (2003) — режиссёр опенинга
- The Taste of Tea (2004) — в роли режиссёра аниме
- «Дайбастер: дотянись до неба — 2!» (2004—2006) — раскадровка
- Funky Forest (2005) — актёр
- Sugar Sugar Rune (2005—2006) — раскадровка
- Sinking of Japan (2006) — актёр
- Welcome to the Quiet Room (2007) — доктор Мацубара
- Kantoku Shikkaku (2011) — продюсер
- Space Battleship Yamato 2199 (2012) — раскадровка опенинга
- Giant God Warrior Appears in Tokyo (2012) — сценарист, продюсер
- «Ветер крепчает» (2013) — Дзиро Хорикоси, озвучивание
- «Царство грёз и безумия» (2013)
- Japan Animator Expo (2014—2015) — продюсер
- The Dragon Dentist (2017) — продюсер
- Virtual-san wa Miteiru (2019) — концепция
- Last Letter (2020) — Содзиро Кисибэно
- «Новый Ультрамен» (2022) — сценарист, продюсер, захват движения[108][109]
- Ichikei’s Crow (2023) — камео (судья)[110]
- Mobile Suit Gundam GQuuuuuuX (2025) — сценарист[111]